# شهرستان کنبک (مین)
شهرستان کنبک واقع در ایالت مین است. جمعیت این شهرستان بر اساس سرشماری سال ۲۰۱۰ آمریکا ۱۲۲۱۵۱ نفر گزارش شده است. مرکز شهرستان کنبک شهر آگوستا است.این شهرستان در تاریخ ۲۰ فوریه ۱۷۹۹ از بخش‌هایی از شهرستان لینکلن و شهرستان کامبرلند تشکیل شد.